# Districte de Shioya
El districte de Shioya (塩谷郡, Shioya-gun) és un districte de la prefectura de Tochigi, a la regió de Kanto, Japó. Actualment, a data de 2020, el districte està compost per les viles de Shioya i Takanezawa. El nom del districte traduït al català és "la vall de la sal".

## Geografia
El districte de Shioya està situat al centre de la prefectura de Tochigi. El territori del districte el conforma els termes municipals d'aquest, que actualment no es troben connectats per terra; és a dir, el territori del districte són dues àrees separades. El districte limita a la part de Shioya amb els municipis de Nikko a l'oest, Yaita a l'est, Utsunomiya al sud i amb Nasushiobara al nord; mentres que la zona de Takanezawa limita amb els municipis de Sakura al nord, Utsunomiya a l'oest, Nasukarasuyama a l'est i amb Haga, al districte de Haga, al sud.

### Municipis
| |          |          |          |
| \| Municipi \| Població \| Extensió \| Densitat \| \| ---------- \| -------- \| -------- \| -------- \| \| Shioya \| 10.349 \| 176,06 \| 58,8 \| \| Takanezawa \| 29.141 \| 70,87 \| 411 \| \| Total \| 39.490 \| 246,93 \| 160 \| |          |          |          |
| Municipi | Població | Extensió | Densitat |
| Shioya | 10.349   | 176,06   | 58,8     |
| Takanezawa | 29.141   | 70,87    | 411      |
| Total | 39.490   | 246,93   | 160      |

## Història
El districte va ser fundat el 8 de novembre de 1878. Entre les fusions més recentes tenim la unió entre les viles de Kitsuregawa i Ujiie per tal de formar la nova ciutat de Sakura; així com la fusió de la vila de Fujihara amb el poble de Kuriyama, les quals s'integraren al terme municipal de la ciutat de Nikko. Kuriyama va ser el darrer municipi de la prefectura amb la categoria de poble.